# La Môle
La Môle is een gemeente in het Franse departement Var (regio Provence-Alpes-Côte d'Azur). De plaats maakt deel uit van het arrondissement Draguignan.

## Geografie
De oppervlakte van La Môle bedraagt 44,0 km², de bevolkingsdichtheid is 18,3 inwoners per km². er ligt ook een riviertje in la mole en die rivier heet de verne
De onderstaande kaart toont de ligging van La Môle met de belangrijkste infrastructuur en aangrenzende gemeenten.

## Demografie
Onderstaande figuur toont het verloop van het inwonertal (bron: INSEE-tellingen).